# Ipsach
Ipsach je obec v kantonu Bern, v okrese Biel/Bienne. Žije zde  obyvatel.

## Geografie
Ipsach se nachází v Bernské jezerní oblasti (Berner Seeland), na břehu Bielského jezera. Obec je součástí aglomerace města Biel. Sousedními obcemi jsou na severu Nidau a Port, na východě Bellmund a na jihu Sutz-Lattrigen.

## Historie

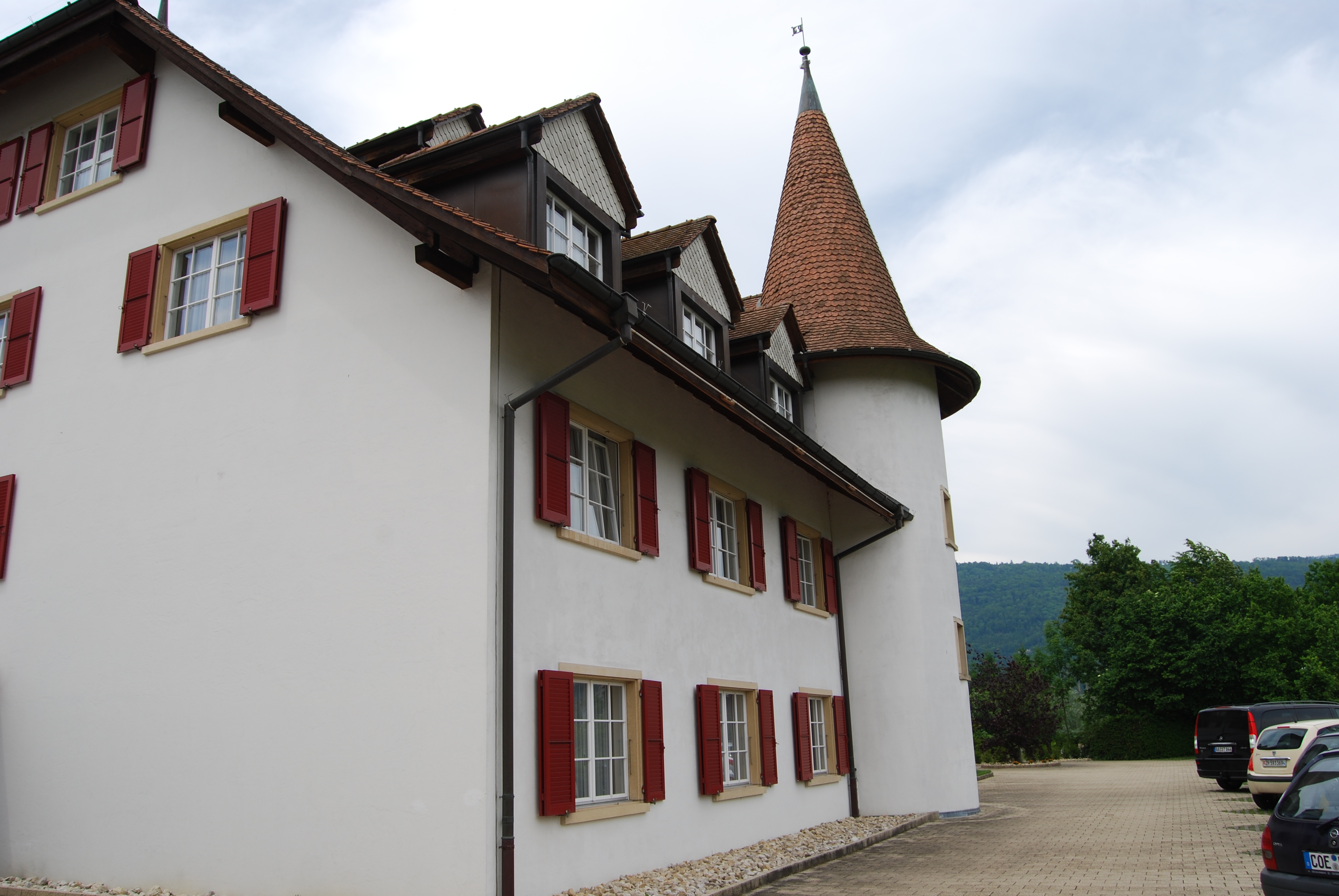
Zámeček v Ipsachu

Trvalé osídlení dnešního území obce od doby neolitu dokládají četné nálezy; pro římské období existují jasné důkazy o trvalém osídlení. První písemná zmínka o obci pochází z let 1265/66 jako označení původu jména Bertholdus de Ipzacho. Název obce je odvozen od latinského jména Ebidius/Ebetius/Æbutius s keltskou příponou -akos/-acum.
V pozdním středověku byl Ipsach součástí panství Nidau. Klášter St. Alban v Basileji vlastnil v Ipsachu také pozemky. V roce 1335 prodal rytíř Cuno von Sutz svůj majetek hrabatům z Neuchâtelu-Nidau. V roce 1398 přešel Ipsach pod Bern a následně patřil k správnímu obvodu Nidau. S poklesem hladiny jezera v důsledku korekce vodstva v oblasti Jury (1868–1891) se bažinatý pruh nížiny podél Bielského jezera stal využitelným pro zemědělství.
V 50. a 60. letech 20. století začala intenzivní stavební činnost a Ipsach se stal předměstskou obcí města Biel.

## Obyvatelstvo
| Rok            | 1764 | 1850 | 1900 | 1950 | 1970 | 2000 |
| Počet obyvatel | 102  | 197  | 238  | 395  | 1480 | 3266 |

Ipsach je z 86,89 % německy mluvící obcí. 8,8 % obyvatel hovoří francouzsky.

## Doprava
Ipsach je napojen na železniční síť a leží na trati Biel–Täuffelen–Ins s metrovým rozchodem kolejí. Vlaky zastavují na dvou zastávkách (Ipsach a Ipsach Herdi). Cesta do Bielu trvá 7 minut.